# Góra Mgieł
Die Góra Mgieł, auch Ciemniak bzw. Mgielnik (deutsch: Nebelberg) ist ein 705 m hoher Berg im schlesischen Teil des Isergebirges in Polen. Die Góra Mgieł erhebt sich südöstlich von Kopaniec (Seifershau) im Zackenkamm auf dem Gebiet der Gemeinde Piechowice.

## Beschreibung
Der Gipfel ist vollständig mit Nadelwald bewachsen. Der Berg besteht aus Graniten und Gneisen sowie Quarzen. In vorchristlicher Zeit galt sie als ein heiliger Berg. Am Westhang befindet sich die Felsformation Sowi Kamień (Eulenstein), möglicherweise befand sich hier ein slawisches Heiligtum.  Südwestlich liegt der Pass Babia Przełęcz (Hexenplatz).